# ニッダー (タルムード)
ニッダー（Niddah、Hebrew: נִדָּה）は、ミシュナーとタルムードの一つで、トホロートを構成する文献。その内容は、主にニッダーのハラーハーにおける法的規定を扱っている。
ユダヤ教においてニッダーとは月経期間中の女性を意味し、儀式的水浴であるミクワーを完了していない女性のことも指す。トーラーのレビ記では、ニッダーの女性との性行為は禁止されている。

## 構成
この文献は79のミシュナーと73ページのゲマーラーから成っている。